# Thor Helland
Thor Oluf Helland (* 10. Dezember 1936 in Sørfold; † 2. August 2021 in Oslo) war ein norwegischer Mittel- und Langstreckenläufer.
Thor Helland stammte aus Sørfold und war in seiner Jugend für IL Trio / Fauske aktiv. Später zog er nach Oslo und trat dort Ende der 1950er Jahre dem Idrottslaget i Bondeungdomslaget i Oslo bei. Bei den Olympischen Spielen 1964 in Tokio wurde er im 5000-Meter-Lauf Achter. Bei den Leichtathletik-Europameisterschaften 1966 in Budapest schied er im Vorlauf aus. 
Helland wurde viermal Norwegischer Meister über 10.000 m (1964–1967), dreimal über 5000 m (1965–1967), je zweimal im Crosslauf auf der Kurz- (1961, 1965) und der Langstrecke (1965, 1966) und einmal über 1500 m (1962).
Nach seiner aktiven Sportlerkarriere wurde er Trainer seines Vereins und trainierte dort unter anderem Øyvind Dahl.

## Persönliche Bestzeiten
- 1500 m: 3:44,4 min, 10. August 1965, Oslo
- 3000 m: 7:54,8 min, 7. Juli 1965, Oslo (ehemaliger norwegischer Rekord)
- 5000 m: 13:37,4 min, 30. Juni 1965, Helsinki (ehemaliger norwegischer Rekord)
- 10.000 m: 29:20,8 min, 21. September 1966, Oslo (ehemaliger norwegischer Rekord)